# 290 Bruna
290 Bruna este un asteroid din centura principală, descoperit pe 20 martie 1890, de Johann Palisa.